# Semidalis bituberculata
Semidalis bituberculata är en insektsart som beskrevs av Meinander 1990. Semidalis bituberculata ingår i släktet Semidalis och familjen vaxsländor. Inga underarter finns listade i Catalogue of Life.